# In (géorgien)
Pour les articles homonymes, voir IN.
Cette page contient des caractères spéciaux ou non latins. S’ils s’affichent mal (▯, ?, etc.), consultez la page d’aide Unicode.
In, (ინ, [in], en géorgien) est la 9e lettre de l'alphabet géorgien.

## Linguistique
In est utilisé pour représenter le son [i].
Dans la norme ISO 9984, la lettre est translittérée par « i ».

## Représentation informatique
- Unicode[1] :
  - Asomtavruli Ⴈ : U+10A8
  - Mkhedruli et nuskhuri ი : U+10D8